# 林琇琪
林琇琪（1983年10月27日—）出生於臺灣南投縣草屯鎮，臺語流行音樂歌手。2022年9月25日於三立台灣台歌唱選秀節目《超級紅人榜》衛冕20關。2023年加盟豪記唱片，推出首張臺語專輯《無語問蒼天》。

## 簡歷
林琇琪，1983年10月27日出生於南投縣草屯鎮，家裡經營熱炒店。從小在家中幫忙，練就一手好廚藝。熱炒店在她的父親生病後已歇業。林琇琪的哥哥則在宮廟裡當乩童，林琇琪耳濡目染，從20歲開始，也在宮廟裡當桌頭，幫別人問事。
林琇琪熱愛唱歌，從小懷抱成為歌手的夢想。自5歲起，林琇琪的父親帶著她四處征戰各地的歌唱比賽，共拿過40多座獎盃。1994年曾參加三立台灣台《21世紀新人歌唱排行榜》兒童組比賽，與孫淑媚、陳淑萍同場競技。後來因照顧生病的父親，中斷往歌唱事業發展的念頭。在她的父親去世多年後，林琇琪決定參加歌唱選秀節目《超級紅人榜》，初次參賽時至第6關被挑戰者擊敗，之後仍留在該節目重頭開始。林琇琪參加《超級紅人榜》比賽的2年期間，她一邊在故鄉南投賣蔥抓餅，一邊赴臺北錄製節目。林琇琪表示一度想放棄，會堅持下去的理由，除了是替自己圓夢，更大的原因是為了完成她父親生前的遺願，為家人爭光。
2022年9月25日，林琇琪於《超級紅人榜》衛冕20關，之後加盟豪記唱片。2023年6月13日發行出首張臺語專輯《無語問蒼天》。
2023年7月，接受媒體專訪時透露已離婚6年，育有1子。

## 音樂作品

### 臺語專輯
| 發行日期      | 專輯名稱       | 唱片公司 | 曲目 |
| 2023年6月13日 | 《無語問蒼天》 | 豪記唱片 | 曲目 1. 情長紙短 2. 無語問蒼天（陳隨意合唱）（三立八點檔《天道》片頭曲） 3. 雪花舞 4. 恨痴心 5. 愛的舞台 6. 心無助 7. 夜紅花 8. 愛剩啥                                                   |
| 2024年7月2日  | 《爱我你甘敢》 | 豪記唱片 | 曲目 1. 好運連連（民視八點檔《好運來》片頭曲） 2. 愛我你甘敢（三立八點檔《天道》片頭曲） 3. 感情旅途（吳俊宏合唱） 4. 深情北海岸 5. 憨人剩一人 6. 毋免講破 7. 不是我不愛你 8. 情斷夢袂醒 |
| 2025年6月10日 | 《愛你我驕傲》 | 豪記唱片 | 曲目 1. 女人也有夢 2. 愛你我驕傲（三立八點檔《願望》片頭曲） 3. 花開彼一暝（葉諾帆合唱） 4. 伊在誰身邊 5. 秋葉 6. 愛情過路客 7. 一廂情願 8. 深情泊岸                                     |

### 與其他歌手合唱歌曲
| 發行日期  | 演唱者 | 專輯名稱       | 曲目           |
| --------- | ------ | -------------- | -------------- |
| 2023年4月 | 陳隨意 | 《舊情再相逢》 | 舊情再相逢     |
| 2023年6月 | 吳俊宏 | 《水水點胭脂》 | 水水點胭脂     |
| 2024年6月 | 吳俊宏 | 《返鄉》       | 一夜夫妻百世恩 |
| 2025年2月 | 葉諾帆 | 《來生作伴》   | 來生作伴       |
| 2025年7月 | 陳隨意 | 《心愛嘸倘哮》 | 心愛嘸倘哮     |

## 外部連結
- 林琇琪的Facebook專頁
- 林琇琪的Instagram帳戶